# Acid jazz
Acid jazz – styl, którego główną cechą jest łączenie jazzu z innymi gatunkami, zwłaszcza z takimi gatunkami muzyki rozrywkowej jak disco, funk oraz soul, a później także i hip-hop.
Przedstawiciele acid-jazzu to: St Germain, Miles Davis, Tab Two, Herbie Hancock, Branford Marsalis,
Gabin, Jamiroquai, Exodos Quartet, US3, Buckshot LeFonque, Solsonics, Liquid Soul, Groove Collective, Jazzmatazz, Incognito.
Największym zainteresowaniem cieszy się mieszanie jazzu z hip-hop (US3 i Omar Sosa, który łączy elementy latynoskiego jazzu z rapem), choć takie podgatunki jak smooth jazz czy nu jazz wykorzystują muzykę soulową (David Sanborn) lub bebop.
Inną grupą grającą na granicy jazzu jest Brooklyn Funk Essentials: zespół łączy funk, reggae i rap z elementami jazzowych improwizacji i motywów muzycznych.